# Moore im Bereich Sonnen-Wegscheid mit Abschnitten des Rannatals
Moore im Bereich Sonnen-Wegscheid mit Abschnitten des Rannatals este o arie protejată (arie specială de conservare — SAC, sit de importanță comunitară — SCI) din Germania întinsă pe o suprafață de 271,02 ha, integral pe uscat.

## Localizare
Centrul sitului Moore im Bereich Sonnen-Wegscheid mit Abschnitten des Rannatals este situat la coordonatele 48°37′23″N 13°43′21″E / 48.6231°N 13.7225°E.

## Înființare
Situl Moore im Bereich Sonnen-Wegscheid mit Abschnitten des Rannatals a fost declarat sit de importanță comunitară în noiembrie 2004 pentru a proteja 1 specie de plante și 4 specii de animale. Situl a fost protejat și ca arie specială de conservare în aprilie 2016.

## Biodiversitate
Situată în ecoregiunea continentală, aria protejată conține 11 habitate naturale: Cursuri de apă de la nivel de câmpie la nivel montan, cu vegetație Ranunculion fluitantis și Callitricho-Batrachion, Formațiuni ierboase bogate în specii de Nardus, dezvoltate pe substraturi silicioase în zone montane (și în zone submontane, în Europa continentală), Pajiști cu Molinia pe soluri calcaroase, turboase sau argilos-nămoloase (Molinion caeruleae), Liziere de ierburi înalte hidrofile de câmpie și de nivel montan până la alpin, Fânețe de joasă altitudine (Alopecurus pratensis, Sanguisorba officinalis), Fânețe montane, Turbării active, Mlaștini oligotrofe degradate, capabile încă de regenerare naturală, Păduri de fag Luzulo-Fagetum, Mlaștini împădurite, Păduri aluvionare cu Alnus glutinosa și Fraxinus excelsior (Alno-Padion, Alnion incanae, Salicion albae).
La baza desemnării sitului se află mai multe specii protejate:
- plante (1): Gentianella bohemica
- mamifere (1): vidră de râu (Lutra lutra)
- nevertebrate (2): Margaritifera margaritifera, Unio crassus
- pești (1): Eudontomyzon vladykovi